# La Rose (Illinois)
La Rose es una villa ubicada en el condado de Marshall en el estado estadounidense de Illinois. En el Censo de 2010 tenía una población de 144 habitantes y una densidad poblacional de 218,03 personas por km².

## Geografía
La Rose se encuentra ubicada en las coordenadas 40°58′43″N 89°14′6″O / 40.97861, -89.23500. Según la Oficina del Censo de los Estados Unidos, La Rose tiene una superficie total de 0.66 km², de la cual 0.66 km² corresponden a tierra firme y (0%) 0 km² es agua.

## Demografía
Según el censo de 2010, había 144 personas residiendo en La Rose. La densidad de población era de 218,03 hab./km². De los 144 habitantes, La Rose estaba compuesto por el 97.92% blancos, el 0% eran afroamericanos, el 0% eran amerindios, el 0% eran asiáticos, el 0% eran isleños del Pacífico, el 1.39% eran de otras razas y el 0.69% pertenecían a dos o más razas. Del total de la población el 2.08% eran hispanos o latinos de cualquier raza.